# Philadelphus hitchcockianus
Philadelphus hitchcockianus är en hortensiaväxtart som beskrevs av Shiu Ying Hu. Philadelphus hitchcockianus ingår i släktet schersminer, och familjen hortensiaväxter. Inga underarter finns listade i Catalogue of Life.